# Rumbera Network
A Rumbera Network é uma rádio FM venezuelana na qual se destaca a música latina em geral. Seu slogan é: "Si Eres Feliz, Estás Aqui!". Suas 24 afiliadas na venezuela são estas:
- Punto Fijo e Ciudad Bolívar: 96.9,
- Puerto La Cruz/Barcelona: 94.5,
- Barquisimeto: 89.1,
- Caracas: 104.5,
- San Cristobal: 96.1,
- Maturín: 89.5,
- Santa Elena de Uairén: 92.9,
- El Tigre: 99.3,
- Coro: 102.3,
- Valles Del Tuy e Mérida: 106.9,
- Barinas: 105.9,
- Maracaibo: 98.7,
- Guasipati: 96.7,
- Upata: 104.9,
- Puerto Ordaz: 94.3,
- San Juan de Los Morros: 101.5,
- Acarigua: 89.3,
- Chichiriviche: 89.9,
- Valencia: 101.9,
- Calabozo: 96.3
- Tinaquillo e Cojedes: 103.7
- Madrid: 90.5
- Valle de La Pascua: 89.7
- San Fernando de Apure: 92.1

Fundada em 30 de novembro de 1994, saiu ao ar na cidade Valencia, na Venezuela, se expandiu rapidamente em território venezuelano, menos em Caracas com a compra da Capital FM 104.5 FM o sinal chega até às ilhas de Curaçao e Aruba, além de ter uma emissora em Madrid, Espanha.